# Bitwa pod Espinozą
Bitwa pod Espinozą – bitwa stoczona w dniach 10–11 listopada 1808 pod miasteczkiem Espinosa de los Monteros w Górach Kantabryjskich. Starcie zakończyło się zwycięstwem wojsk francuskich dowodzonych  przez marszałka Victora nad  hiszpańską Armią Galicji generała-porucznika Joaquína Blake’a.

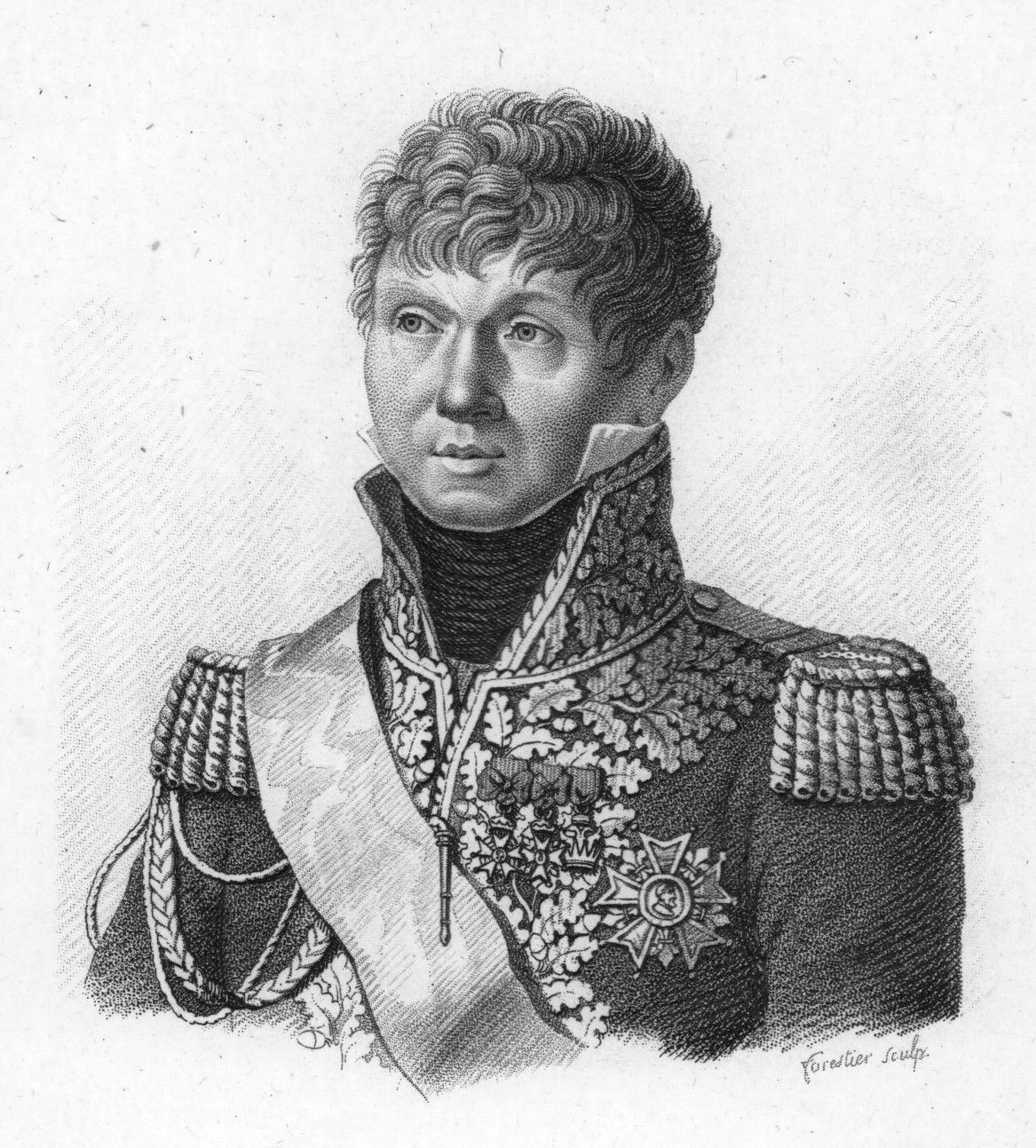
Marszałek Caude Victor-Perrin

Pierwszego dnia spotkania Victor, spodziewając się łatwego zwycięstwa, które zmyłoby zeń hańbę przegranej pod Valmasedą, przypuścił serię nieskładnych ataków, odpartych z dużymi stratami przez generała Romanę i jego karne oddziały regularnej armii. Do zapadnięcia nocy Blake utrzymał swe pozycje. Rankiem 11 listopada, Victor odzyskał zimną krew i przeprowadził zmasowany atak, w wyniku którego rozbił lewe skrzydło armii Blake’a i zmusił resztę Hiszpanów do ucieczki. Francuzi zdobyli 30 dział i 30 sztandarów.
Wprawdzie nie była to bitwa decydująca, spowodowała jednak upadek ducha w rozbitym i śmiertelnie znużonym hiszpańskim wojsku (nie posiadającym ani nadrzędnego dowództwa, ani rządu, które mogłyby koordynować jego działania), była więc początkiem końca całej armii Blake’a w Galicji. Blake'owi trzeba natomiast przyznać, że w odwrocie udało mu się przeprowadzić resztki swoich oddziałów przez góry i uniknąć - ku zdiwieniu Napoleona – pogoni, jaką rzucił za nim marszałek Soult.
Niemniej, gdy dotarł wreszcie 23 listopada do prowincji León, pod jego sztandarami było zaledwie 10 000 żołnierzy.